# Lagerwey

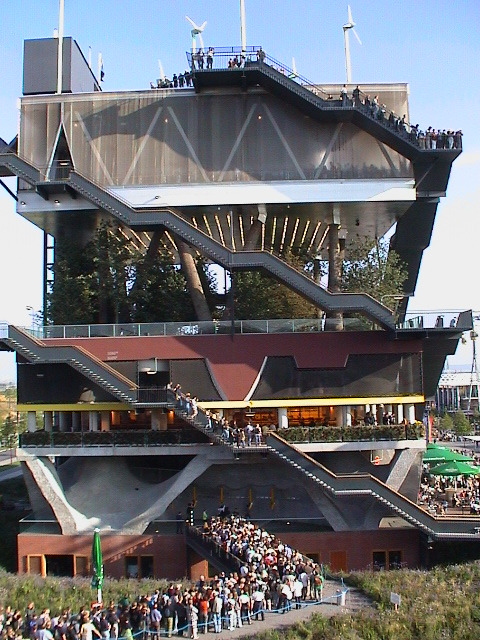
Lagerwey turbines op het dak van het Nederlandse paviljoen tijdens de Expo 2000

Lagerwey BV is een Nederlandse fabrikant van windturbines.

## Geschiedenis
Ten tijde van de oliecrisis van 1973 experimenteerde Henk Lagerweij met zijn eerste zelfgebouwde windturbine met een vermogen van 2,2 kW. De mast voor deze turbine was een oude boomstronk. Dit leidde in 1979 samen met zijn zwager Gijs van de Loenhorst tot oprichting van het bedrijf Lagerwey van der Loenhorst. Het eerste product was een 10 kW-turbine. Door de (tweede) oliecrisis was er relatief veel interesse en kon Lagerweij steeds grotere turbines ontwikkelen. Toen de olieprijs weer was gedaald, bleef de vraag echter achter waardoor het bedrijf in 1985 voor het eerst failliet ging.
Henk Lagerweij wist, nu zonder Van de Loenhorst, een doorstart te maken en introduceerde in 1986 een tweebladige turbine van 75 kW. De kernramp in Tsjernobyl bracht nieuwe aandacht voor alternatieve energie waardoor deze turbine en zijn opvolger uit 1990 een verkoopsucces werden.
De ontwikkeling van grotere turbines ging door en in 1996 werd een model geïntroduceerd dat 750 kW kon leveren en daardoor ook interessant was voor energiebedrijven. In 1998 nam Lagerwey het failliete bedrijf Windmaster over en noemde zich voortaan Lagerwey the Windmaster. Samen met ABB, Triodos Bank en een private investeerder wilde het bedrijf een nog grotere turbine ontwikkelen waarvoor zij samen in 2000 het bedrijf Zephyros oprichtten. Het resultaat was een Direct Drive-turbine turbine met een vermogen van 2 MW waarvan het prototype op de Maasvlakte kwam te staan.
Hoewel de 750 kW turbine goed verkocht, kampte het model met technische (opstart)problemen, dit in combinatie met een veranderende markt die vroeg om hogere investeringskosten maakte dat Lagerwey in de problemen kwam en in augustus 2003 opnieuw faillissement moest aanvragen. Ook Zephyros kon onvoldoende kapitaal bijeenbrengen voor de uitontwikkeling van het 2 MW model en viel twee jaar later hetzelfde lot ten deel.
Het intellectueel eigendom van Lagerwey en Zephyros is na de faillissementen door de curatoren aan verschillende ondernemingen verkocht. Wind Energy Solutions (WES) kocht het recht om de kleinere Lagerwey modellen te produceren. Het intellectueel eigendom van het 750 kW model werd gekocht door Emergya Wind Technologies (EWT) dat het concept doorontwikkelde en er nu verschillende varianten van verkoopt. Darwind (inmiddels overgenomen door het Chinese XEMC) en het Japanse Harakosan (inmiddels overgenomen door het Koreaanse STX Heavy Industries) kochten de rechten om het 2 MW model van Zephyros verder te ontwikkelen. Beide bedrijven hebben een afdeling in Nederland.
Henk Lagerweij begon in 2006 met drie compagnons een nieuw bedrijf, omdat ook de naam 'Lagerwey' met het intellectueel eigendom was verkocht moest hij toestemming vragen aan de kopers ervan om dit nieuwe bedrijf opnieuw naar zichzelf te mogen noemen, Lagerwey Wind. Het nieuwe bedrijf bracht een nieuwe 2 MW windturbine op de markt en in 2009 werd een grotere turbine van 2,6 MW geïntroduceerd. In maart 2015 werd bekend dat Lagerwey Wind windturbines zou gaan plaatsen in Nijmegen (Windpark Nijmegen-Betuwe). Vier Lagerwey type L100, met een masthoogte van 99 meter en een rotordiameter 100 meter, zijn geplaatst langs de A15; het windpark draait sinds eind 2016. In januari 2017 bezocht koningin Maxima het windpark.
Eind 2015 kreeg Lagerwey Wind een grote order uit Finland ter waarde van 45 miljoen euro. Voor dit geld gaat het bedrijf twee windparken bouwen met elf windmolens en een vermogen van 27,5 MW. In 2017 bouwde Lagerwey Wind haar eerste LW136-4.5, de hoogste windturbine van Nederland, op windpark Growind te Delfzijl. Met behulp van crowdfunding werd de productiecapaciteit in Barneveld verdubbeld. In december 2017 werd het bedrijf overgenomen door concurrent Enercon in Aurich, Noord-Duitsland.
In 2015 telde het bedrijf een omzet van 45 miljoen euro en het aantal personeelsleden is gegroeid van enkele tientallen naar ruim 100 personen.
Begin 2017 werd Lagerwey geselecteerd door Rosatom, een Russisch staatsbedrijf met diverse kerncentrales, als partner voor de op- en uitbouw van de windenergie activiteiten. Otek, een dochteronderneming van Rosatom, gaat samen met Lagerwey in het zuiden van Rusland 26 windparken bouwen. Tussen 2018 en 2020 wil Otek 610 MW aan windvermogen realiseren. Russische fabrieken zijn intensief betrokken bij de bouw van deze windparken.

## Typen windturbines
| Naam      | Introductie jaar | Opgesteld aantal              | Vermogen in kW | Aantal bladen | Opmerkingen                                    |
| --------- | ---------------- | ----------------------------- | -------------- | ------------- | ---------------------------------------------- |
| LW10/35   |                  |                               |                | 3             |                                                |
| LW15/75   |                  |                               |                | 2             |                                                |
| LW18/80   | 1983             | >600                          | 80             | 2             | Een variant wordt nu door WES verkocht         |
| LW30/250  | 1994             | >300                          | 250            | 2             | Een variant wordt nu door WES verkocht         |
| LW50/750  |                  | >250                          | 750            | 3             | Een variant wordt nu door EWT verkocht         |
| LW72/2000 | 2001             |                               |                | 3             | Een variant wordt nu door SXT en XEMC verkocht |
| Tulipo    |                  |                               |                | 3             | Ontworpen in samenwerking met Nuon             |
| LW136-4.5 | 2017             | 2 stuks (Growind te Delfzijl) | 4500           | 3             |                                                |